# پین دیود
پین دیود(PIN Diode)، یک دیود با یک ناحیه بدون ناخالصی از نوع نیمرسانا ذاتی بین نیمرسانا نوع p و نیمرسانا نوع n است. نواحی p و n معمولا برای برقراری اتصال اهمی به مقدار زیاد آلایش شده اند.
ناحیه پهن از نوع نیمرسانا ذاتی این دیود را از دیود معمولی p-n متمایز می کند. این ناحیه پهن از نیمرسانای ذاتی، باعث می شود که پین دیود یکسوساز ضعیف تری نسبت به دیود معمولی باشد، اما باعث می شود که برای کاربردهایی مانند تضعیف کننده ها، فوتودتکتورها و ادوات قدرتی با ولتاژ بالا مناسب باشند.
پین دیود نوری توسط ژوئن-ایچی زاوا و همکارانش در سال 1950 اختراع شد.

## کاربرد
پین دیودها بسیار پرکاربرد در زمینه سوییچ‌های رادیو فرکانسی و آشکار سازهای نوری هستند

### میکرو سوییچ‌ها

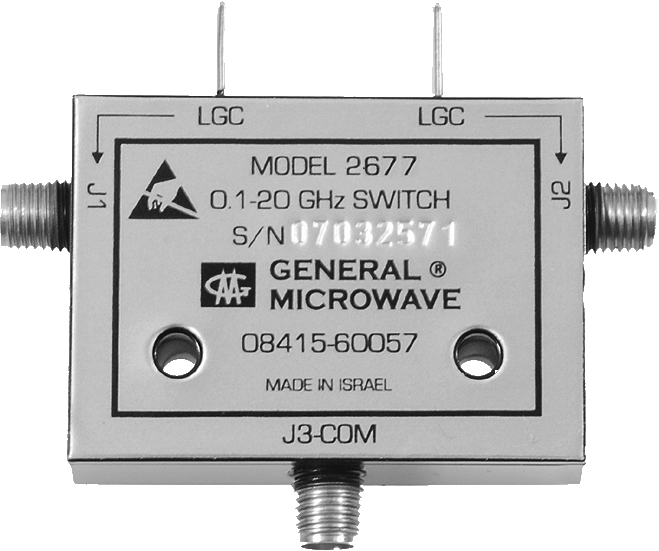
A PIN Diode RF Microwave Switch.